# Diecezja wołyńska
Diecezja wołyńska – jedna z diecezji Polskiego Autokefalicznego Kościoła Prawosławnego działająca w latach 1921–1941.

## Historia
Po podpisaniu w 1921 traktatu ryskiego kończącego wojnę polsko-bolszewicką, obszar Wołynia został definitywnie włączony do Polski. Tym samym eparchia wołyńska Rosyjskiego Kościoła Prawosławnego znalazła się pod zarządem tworzącego się Kościoła prawosławnego w Polsce, który w 1924 otrzymał status autokefalicznego. Pierwszym zwierzchnikiem diecezji w ramach Kościoła został w 1922 dotychczasowy biskup pomocniczy eparchii wołyńskiej, biskup krzemieniecki Dionizy (Waledyński), który po intronizacji przyjął tytuł biskupa wołyńskiego i krzemienieckiego.
8 lutego 1923 metropolita warszawski Jerzy (Jaroszewski) został zastrzelony w swojej rezydencji w Warszawie. Jego następcą został wybrany Dionizy (Waledyński), który obejmując godność metropolity warszawskiego zachował zarząd diecezji wołyńskiej.

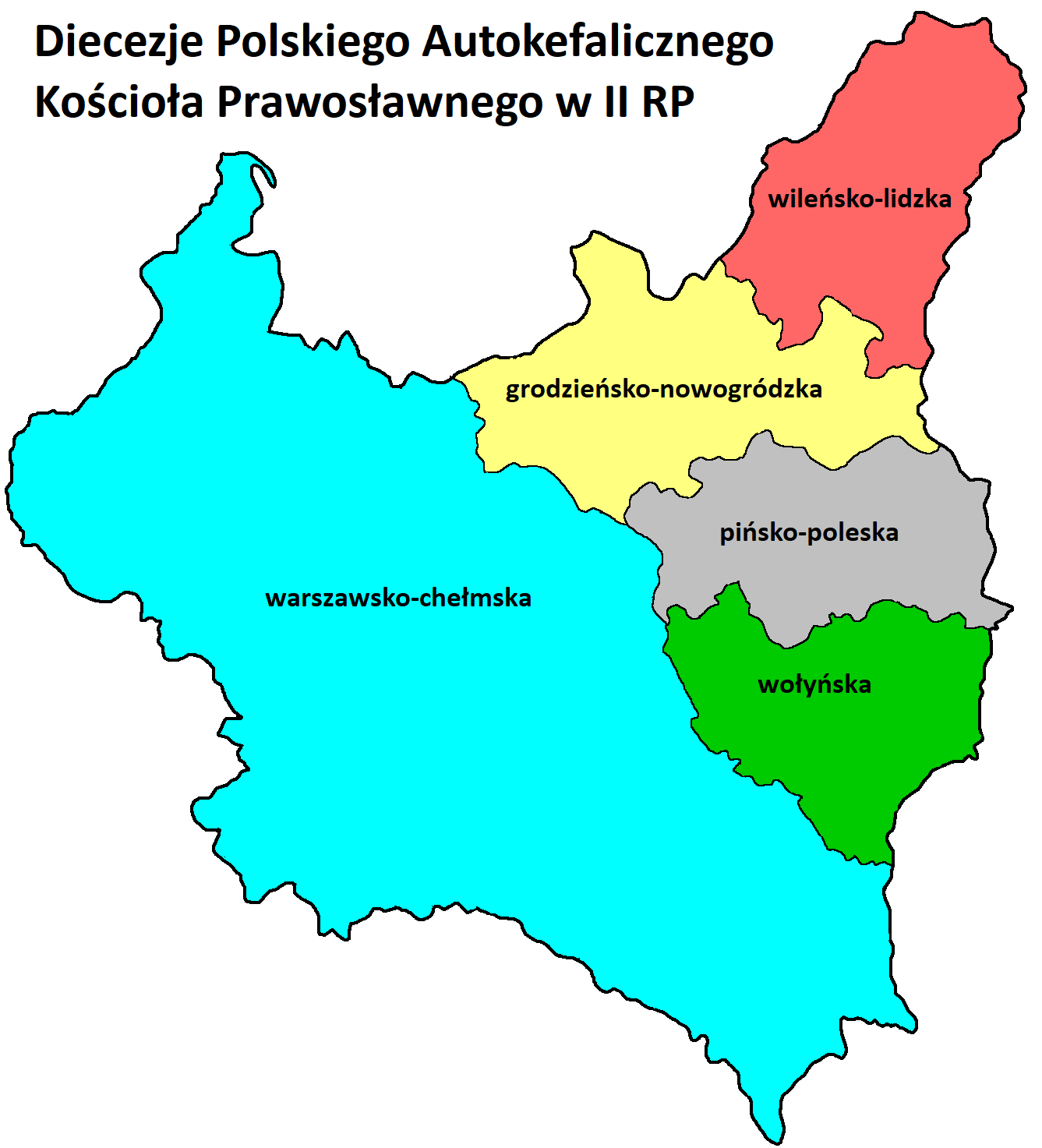
Diecezje PAKP w II RP

Według danych z początku lat 20. XX wieku diecezja wołyńska była czwartą co do wielkości diecezją prawosławną w Polsce. Dzieliła się wówczas na 55 dekanatów, w ramach których pracę duszpasterską prowadziło 426 parafii. Istniało również 137 cerkwi filialnych; wszystkie świątynie obsługiwało 569 duchownych. PAKP oceniał liczbę wiernych na 1.192.390 osób. Granice diecezji pokrywały się z zasięgiem województwa wołyńskiego. Obejmowała 30 274 kilometry kwadratowe. Na terytorium diecezji działały ponadto monastery:
- monaster Zaśnięcia Matki Bożej w Zimnem
- monaster św. Mikołaja w Obyczu
- monaster Trójcy Świętej w Korcu
- monaster św. Jana Miłościwego w Zahajcach Małych
- monaster Objawienia Pańskiego w Krzemieńcu
- monaster Podwyższenia Krzyża Pańskiego w Dubnie
- monaster Trójcy Świętej w Dermaniu[6].

### Ukraiński charakter diecezji

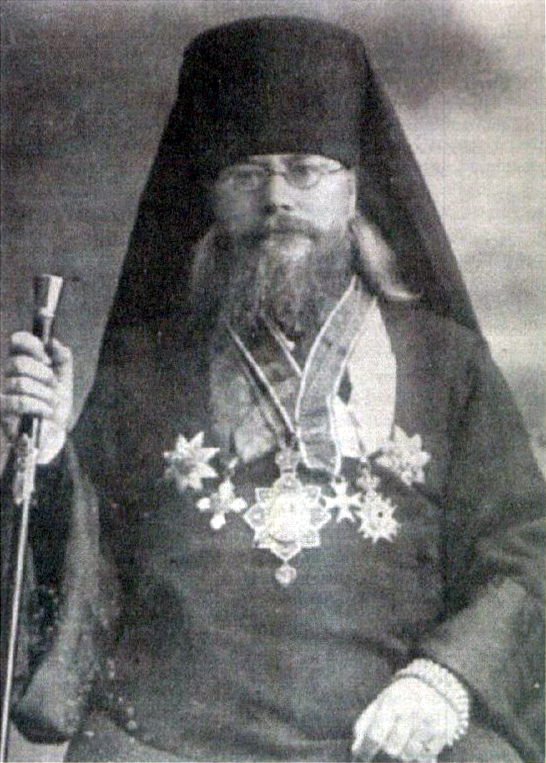
Aleksy (Gromadzki)

Diecezja wołyńska od początku swojego istnienia w granicach Polski gromadziła w większości prawosławnych Ukraińców. W związku z tym była głównym ośrodkiem ruchu na rzecz ukrainizacji Polskiego Autokefalicznego Kościoła Prawosławnego. Już w październiku 1921 zjazd wiernych i duchowieństwa diecezji, oprócz wystosowania protestu przeciw akcji rewindykacji majątku Kościoła zjazd domagał się stopniowego wprowadzenia języka ukraińskiego do praktyki liturgicznej, poprzedzonego wprowadzeniem opcjonalnej wymowy ukraińskiej języka cerkiewnosłowiańskiego w miejsce powszechnie stosowanej rosyjskiej. Postulat ten został częściowo zrealizowany i od 1922 parafie diecezji mogły wprowadzać u siebie język ukraiński
Osobnym postulatem środowisk ukraińskich było przekazanie zwierzchnictwa diecezji w ręce biskupa narodowości ukraińskiej. Sugerowano nawet podział diecezji wołyńskiej na włodzimiersko-łucką oraz krzemieniecko-ostrogską tak, by obydwie katedry mogły zostać obsadzone przez Ukraińców. W 1926 pismo w tej sprawie zostało zignorowane przez metropolitę, co skłoniło Ukraińców do rezygnacji ze starań o podział diecezji. W ich publikacjach stale powracał jednak temat powołania na katedrę wołyńską hierarchy–Ukraińca.
Na skutek otwartego konfliktu, jaki narósł między ruchem ukraińskim a hierarchią kościelną, w 1933 metropolita Dionizy wyznaczył na biskupa wołyńskiego Ukraińca, arcybiskupa Aleksego (Gromadzkiego). Powołany został również ukraiński biskup pomocniczy – Polikarp (Sikorski). Od tego czasu na terenie diecezji wołyńskiej język ukraiński był sukcesywnie wprowadzany do nabożeństw, nauczania religii, a także do codziennej działalności cerkiewnej administracji.

### II wojna światowa
18 sierpnia 1941 zjazd duchowieństwa diecezji wołyńskiej postanowił zwrócić się do Rosyjskiego Kościoła Prawosławnego o przyjęcie w jego jurysdykcję, wbrew stanowisku metropolity warszawskiego i całej Polski Dionizego (Waledyńskiego). W rezultacie konfliktu między hierarchami PAKP na Wołyniu zaczęły działać dwie zwalczające się wspólnoty: Ukraiński Autonomiczny Kościół Prawosławny uznawany przez Patriarchat Moskiewski, oraz niekanoniczny Ukraiński Autokefaliczny Kościół Prawosławny. Stojący na czele tego pierwszego Aleksy (Hromadśkyj), podniesiony do godności metropolity, zginął w maju 1943 w zasadzce w Smydze, o której zainspirowanie podejrzewany był Polikarp (Sikorski) – lider autokefalistów. Ten ostatni w 1944 wyjechał z Łucka i udał się na emigrację. W związku ze zmianą granic państwowych (przyłączeniem Wołynia do ZSRR) diecezja została ostatecznie przyłączona do Rosyjskiego Kościoła Prawosławnego oraz ponownie przemianowana na eparchię wołyńską.